# Masteria galipote
Espèce
Masteria galipote est une espèce d'araignées mygalomorphes de la famille des Dipluridae.

## Distribution
Cette espèce est endémique de la province de La Vega en République dominicaine,.

## Description
Le mâle holotype mesure 3,32 mm et la femelle paratype 3,60 mm.

## Publication originale
- Passanha & Brescovit, 2018 : « On the Neotropical spider subfamily Masteriinae (Araneae, Dipluridae). » Zootaxa, no 4463(1), p. 1-73.